# Les Blérots de R.A.V.E.L.
Les Blérots de R.A.V.E.L. est un groupe de chanson français, originaire de Maule, proche de Mantes-la-Jolie, dans les Yvelines. Le sigle R.A.V.E.L. signifie Renouveau Artistique Volontairement Élaboré par des Losers.
Son nom est une évocation explicite du Boléro de Maurice Ravel. Le groupe se sépare en 2015.

## Biographie

### Origines et débuts (1996—2004)
Le groupe est formé en 1996, initialement comme troupe de théâtre de rue qui ne doit durer que le temps d'un été. Mais cette expérience plaisant à cette bande d'une douzaine d'amis, ils décident de reconduire le projet trois étés durant, la musique prenant alors le pas sur le côté théâtral. De fil en aiguille, de rues en cafés, ainsi firent-ils leurs premières armes.
Dans sa formation d'origine, le groupe était composé d'Alice Noureux (accordéon), Fred Joiselle (guitare-chant), Thomas Le Saulnier (violoncelle), Matthieu Soyer (violon), Nono Guardini (batterie), Nanou Le Saulnier (toy piano, trompette), Milouze Le Saulnier (flûte traversière), Benjamin Voiseau (guitare), Camille Mayer (saxophone) et Raphaël Fôret-Bruno (flûtes, clarinette) enchaîne les concerts.
Le sigle R.A.V.E.L. signifie Renouveau Artistique Volontairement Élaboré par des Losers. Ils jouent pour la première fois dans une salle en première partie des Joyeux Urbains. Ces derniers les invitent à renouveler l'expérience pour 3 dates au Sax d'Achères dans les Yvelines. Après un certain nombre de concerts dans les salles yvelinoises, le CRY (Centre Réseau Yvelinois pour la musique) leur propose de figurer sur leur compilation YveLive.
En 2000, les Blérots enregistrent leur première démo, Vol au-dessus d'un nid de cagoules. En 2003, ils enregistrent (à huit, Milouze et Benjamin ayant quitté la formation) leur premier album : Les Joies sauvages, à la Merise de Trappes. Voulant conserver le rapport scène-public découvert pendant leurs années à jouer dans la rue, ils demandent tour à tour à Bernard Maître puis à Laurent Vercambre de les mettre en scène. Le spectacle des « Joies Sauvages » tourne un peu partout en France ainsi qu'en Suisse et en Belgique. Dès lors, après avoir abandonné leurs employeurs respectifs et rencontré Denis Leboubennec (qui devient par la suite leur manager pendant 10 ans), ils vivent de leur musique et créent leur association : La Tambouille. Mr James (Sébastien Rossi) s’occupe dès lors de leurs photos officielles et promotionnelles et prend la présidence de La Tambouille.

### Voleurs du dimanche(2005—2009)
En 2005, ils réalisent leur deuxième album, Voleurs du dimanche. Cette fois, le spectacle est mis en scène par Arnaud Joyet (des Joyeux Urbains). Avec ce nouvel opus, ils continuent à jouer en France, en Suisse et en Belgique mais s'exportent jusqu'en Allemagne, aux Pays-Bas et en Russie (à Saint-Pétersbourg), jouant par la suite sur des scènes de plus en plus importantes comme celles du Bataclan, de La Cigale ou des Solidays.
En 2006, certains musiciens (Nono, Thomas, Raph et Nanou) quittent la formation pour se consacrer à d'autres projets (« Nono Solo et les Frères Courtault », « La Fausse Compagnie », « La Fausse d'Orchestre »). Le groupe est alors rejoint par Yvan Ackermann (batterie), Claire Moulin (trompette) et Franck Tilmant (Contrebasse, guitares et tuba). Cette nouvelle formation  enregistre l'album : Timbré. Fin 2007, le spectacle qui en découle est à nouveau mis en scène par Arnaud Joyet. Cette fois c'est jusqu'en Thaïlande et en Indonésie qu'ils vont jouer pour la Fête de la Musique 2009. En 2009, à la suite de deux concerts où ils sont 80 sur scène, ils sortent leur premier album Live : RAVELement de façade.

### Sauve qui peut(2010—2014)
En 2010, ils enregistrent leur cinquième album, Sauve qui peut, qui renoue avec un univers musical plus déjanté et plus ludique, toujours mis en scène par Arnaud Joyet. En 2011, Moot quitte le groupe, Alice prend un congé maternité et Arnaud Joyet rejoint l'équipe. Le groupe baptise la suite de la tournée de l'album Sauve qui peut : Waiting for the Baby Tour, en référence au bébé d'Alice. Ils en profitent pour revisiter d'anciens morceaux, en créer de nouveaux, sur l'impulsion de l'arrivée d'Arnaud et d'une volonté de changer le son du groupe pour quelque chose de plus électrique, faisant notamment appel à leur compère DJ Le Psy pour remixer certains titres. Alice étant de retour, la tournée estivale de 2011 leur donne l'occasion d'enregistrer les concerts afin de sortir un nouvel album de 12 titres, comprenant d'anciens morceaux ré-arrangés (du fait du changement d'instruments) ainsi que deux morceaux inédits, Calmos et Puzzle, qui voit le jour en avril 2012. À l'origine l'idée était également d'enregistrer le concert évènement de leurs 15 ans de carrière, donné avec tous les anciens membres du groupe à l'occasion du festival Toumélé à Maule en 2011. Cependant un énorme orage ayant provoqué des coupures électriques sur le site du festival, les enregistrements ne sont pas gardés.
Gyom Thomas (qui s'était occupé de RAVELement de façade et Sauve qui peut) réalise l'album intitulé Renouveau Artistique Volontairement Élaboré en Live, et Adeline Poulain s'occupe des photos officielles, des affiches ainsi que de la pochette de l'opus. En février 2013 a lieu la première représentation de L'homme d'habitude, un projet avec les Blérots de R.A.V.E.L., 4 danseurs de la Cie Vilcanota (Céline Debyser, Christophe Brombin, Loriane Wagner, Lucille Daniel et pour certaines représentations Claire Vuillemin) et Bruno Pradet mis en scène par ce dernier. Ils enregistrent la bande originale du spectacle fin 2013. L'homme d'habitude joue tous les jours au Festival d'Avignon en juillet 2014 au théâtre des Lucioles. Toujours en 2013, ils jouent à Gonesse avec les Vendeurs d'Enclumes.

### Séparation (2015)
Les Blérots de R.A.V.E.L. annoncent que la tournée 2014-2015 est leur dernière et la baptisent le Happy End Tour. Le dernier concert du groupe a lieu le 19 septembre 2015 au Festival Toumélé de Maule. Après celui-ci, le groupe ne sera réuni sur scène que lors des représentations de L'homme d'habitude. Leur séparation est donc officialisée en 2015.
Depuis que le groupe a mis fin à sa carrière, après 19 ans, on retrouve certains membres dans différentes formations. Joyeux Urbains (avec Arnaud Joyet) reprennent du service pour fêter leurs 20 ans. Claire Moulin joue dans le groupe La Cie Jolie Môme, Alice Noureux et Fred. Joiselle jouent dans le groupe Femmes à Bretelles, Tilmant et Joiselle dans Hooded, Joiselle dans les groupes La Mariée était en Fuite et We Are Family, Yvan Ackermann dans Close Harmony, Tilmant et Joiselle dans Jailbirds, et Claire Moulin, Arnaud Joyet, Franck Tilmant, Fred. Joiselle et Yvan Ackermann dans le groupe We Were Young.

## Style musical et thèmes
Leur style musical est d'abord influencé par celle de l'Europe de l'Est, empruntant aux musiques slaves, yiddish et Klezmer, avec une touche de rock-jazz. Les mélodies sont assurées plutôt par les cuivres et les bois (saxophone, clarinette, hélicon), la rythmique plutôt par les cordes (contrebasse, guitare et violon) et la batterie.
Les textes abordent de nombreux sujets, bien souvent des anecdotes de la vie de tous les jours[réf. nécessaire] ou de simples délires lyriques[Quoi ?], ainsi que des thèmes plus engagés[réf. nécessaire]. L'humour (ou le cynisme ?) est omniprésent[réf. nécessaire], sans tomber dans la chanson purement comique. Les Blérots de R.A.V.E.L. se démarquent plus par leur prestation scénique que par leur style musical[réf. nécessaire]. Leur interprétation sur scène tient plus du théâtre de rue que du simple concert[réf. nécessaire].
Pour l'album Timbré, ils se sont entourés de Loïc Dury (compositeur de musique de films, notamment L'Auberge espagnole et Les Poupées Russes) ainsi que de Philippe Avril pour la réalisation de l'album. L'aventure RAVELement de façade, où de nombreux artistes (professionnels et amateurs) sont venus agrémenter le spectacle de Timbré, donnera lieu à un Live. Sur scène, les 80 intervenants (la chorale Cantus Felix, DJ Le Psy, le groupe Rouge, Cirqu'Envol, Les Techos de R.A.V.E.L., le Quatuor Lodi, Bruno Pradet et l'équipe de Couac), n'auront donné que deux concerts (au Chorus des Hauts-de-Seine et à la Merise de Trappes). Pour Sauve qui peut, ils explorent de nouveaux horizons musicaux (une tendance plus funk et plus rock 'n' roll) ainsi que des textes écrits dans différentes langues : l'anglais pour Like an Elephant et le japonais pour Baku-Baku. Ils invitent également l'Harmonie Municipale de Juziers, Raphaël leur administrateur (à la clarinette), le groupe « OMMM » et Olivier Germain-Noureux (au tuba) à enregistrer sur différents titres de cet album.
L'album R.A.V.E.L. pour « Renouveau Artistique Volontairement Élaboré en Live » est, comme son nom l'indique un live, présentant le son plus électrique du groupe (avec l'arrivée d'Arnaud Joyet à la basse électrique) ainsi que 2 nouveaux titres : Le Sol avec DJ Le Psy et Puzzle. Leur ultime enregistrement est la bande originale du spectacle L'homme d'habitude où l'on retrouve les morceaux Le Sol avec DJ Le Psy, Puzzle et Dans les gares, les autres morceaux ayant été composés pour le spectacle et dont deux titres sont chantés en anglais.

## Fonctionnement
Afin de rester indépendant, le groupe a créé, dès ses débuts en 2001, sa propre association,[réf. souhaitée] La Tambouille, chargée de la production de ses disques et de ses spectacles.
10 ans plus tard l'association s'est développée et implantée dans le tissu local des Yvelines[réf. souhaitée], et dans le réseau des musiques actuelles.

## Membres
- Alice Noureux — accordéon, chant
- Camille Mayer — saxophone, clarinette
- Fred Joiselle — guitare électrique, trombone à pistons, chant
- Claire Moulin — trompette
- Yvan Ackermann — batterie, percussions
- Franck Tilmant — guitare électrique, trombone
- Arnaud Joyet — guitare basse